# حارة سبأ (الصافية)
حارة سبأ هي إحدى حارات حي الصافية بمديرية الصافية إحدى مديريات العاصمة اليمنية صنعاء، بلغ تعداد سكانها 7581 نسمة حسب تعداد اليمن لعام 2004.